# 伊勢市立小俣中学校
伊勢市立小俣中学校（いせしりつおばたちゅうがっこう）は、三重県伊勢市小俣町相合にある公立中学校。

## 概要
- 外城田川の西岸に位置する。
- 構成は鉄筋コンクリート3階建ての校舎２棟、講堂（鉄筋コンクリート2階建て）、グラウンド、水泳プール（25m、7コース）、テニスコート（9面）などである。
- 校舎・講堂に関しては、付近にある陸上自衛隊明野駐屯地（航空学校）から発進するヘリコプターの騒音を考慮して、法[1]に基づき防音構造となっている。

## 沿革
- 1947年（昭和22年）4月15日 - 小俣町立小俣中学校が設立。同年5月5日開校式。教室は小俣小学校の一部を充当。
- 1948年（昭和23年）6月1日 - 学校再配置により城田村立城田中学校と統合、組合立小城中学校となる。当時の城田小学校を校舎とする。
- 1949年（昭和24年）3月31日 - 小城中学校が解散、再び小俣中学校となる。
- 1949年（昭和24年）10月30日 - 校舎竣工式を挙行、学校創立記念日とする。
- 1975年（昭和50年）3月22日 - 防音校舎改築工事完了。同年5月11日、竣工式を離宮院公園にて挙行。
- 1989年（平成元年）8月31日 - 本館校舎大規模改修工事完了。
- 1991年（平成3年）8月31日 - 体育館大規模改修工事完了。
- 1996年（平成8年）8月31日 - 校舎耐震工事完了。
- 2005年（平成17年）10月 - 校舎大規模改修工事完了。
- 2005年（平成17年）11月1日 - 小俣町が伊勢市と統合したのに伴い、伊勢市立小俣中学校に改称。
- 2009年（平成21年）4月1日 - 3学期制から2学期制に移行する。
- 2023年（令和5年）4月現在、生徒数は642人で、三重県南勢地区＆津市を含めた中学校で最大の学校である。

## 学校区
旧度会郡小俣町（現伊勢市小俣町）全域と野村町（☆は小俣小学校区・★明野小学校区）
- 小俣町元町☆
- 小俣町本町☆
- 小俣町宮前☆ - 2008年度より県道鳥羽松阪線南側の区域は城田中学校との選択が可能となった[2]。
- 小俣町相合☆★
- 小俣町新村★
- 小俣町湯田★
- 小俣町明野★
- 野村町★ - 基本的には桜浜中学校の学校区であるが、2008年度より小俣中学校との選択が可能となった[2]。

## 周辺
- 伊勢市役所小俣総合支所
- 伊勢市立明野小学校
- 伊勢市立小俣小学校
- 伊勢市立小俣幼稚園
- 伊勢市立小俣図書館

## 交通アクセス
- 東海旅客鉄道（JR東海）参宮線 宮川駅から徒歩約10分
- 伊勢市コミュニティバス（おかげバス） 小俣総合支所前 停留所 下車

## 主な出来事
- 2009年（平成21年）1月16日に内モンゴル民族芸術学校との文化交流が実施された。

## 出身者
- 尾西美咲 - 陸上競技選手[3]
- 西本拳太 - バドミントン選手[4]